# Landouzy-Sepsis
Landouzy-Sepsis, auch Sepsis tuberculosa acutissima und Typhobacillose (Landouzy) ist eine Bezeichnung für eine fulminante septische Verlaufsform der Tuberkulose, die bei Abwehrschwäche (zum Beispiel im Rahmen von AIDS) auftreten kann. Es handelt sich um eine Form der Primärtuberkulose, die meist mit hohem Fieber, Milzschwellung, Kopfschmerz und ohne röntgenologische Lungenbeteiligung verläuft. Die Sterblichkeit ist hoch.
Erstbeschreiber des Krankheitsbildes war der Pariser Neurologe Louis Théophile Joseph Landouzy (1845–1917).